# Kim Kalicki
Kim Kalicki (ur. 27 czerwca 1997 w Wiesbaden) – niemiecka bobsleistka, pilot boba, wicemistrzyni świata oraz Europy, mistrzyni świata juniorów.

## Kariera
Starty na arenie międzynarodowej rozpoczęła w listopadzie 2015 roku. Wtedy to zadebiutowała w zawodach z cyklu Pucharu Europy. W konkursach tej rangi wielokrotnie stawała na podium, w tym trzykrotnie zwyciężając. Jest również wielokrotną medalistką mistrzostw świata juniorów. W debiucie w tej imprezie w 2016 roku zdobyła srebro. Trzy kolejne edycje przyniosły Niemce brązowe medale, z kolei w 2020 roku wywalczyła pierwszy w karierze tytuł mistrzyni świata juniorów.
W grudniu 2019 roku zadebiutowała w zawodach z cyklu Pucharu Świata. W sezonie 2019/2020 wystąpiła w dwóch konkursach rozgrywanych w amerykańskim Lake Placid. W obu z nich kończyła rywalizację na podium, zajmując kolejno trzecie oraz drugie miejsca. W lutym 2020 po raz pierwszy wystartowała w mistrzostwach świata w Altenbergu. W debiutanckim czempionacie zdobyła wraz z Kirą Lipperheide srebrny medal w rywalizacji dwójek. Niemki musiały uznać wyższość jedynie drużyny amerykańskiej, pilotowaną przez utytułowaną Kaillie Humphries. W styczniu 2021 roku zadebiutowała w kolejnej imprezie rangi mistrzowskiej, tym razem w mistrzostwach Europy w Winterbergu. Ten start przyniósł również srebrny medal wywalczony wraz z Ann-Christin Strack. Tym razem Niemki przegrały z rodaczkami: Laurą Nolte oraz Deborah Levi. W Pucharze Świata w sezonie 2020/2021 zajęła 2. lokatę w klasyfikacji dwójek. Wraz ze Strack, w lutym 2021 ponownie zdobyła srebrny medal podczas mistrzostw świata w Altenbergu, po raz kolejny ulegając Humphries.
W powodzeniem startuje też w zawodach krajowych, zdobywając między innymi medale podczas mistrzostw Niemiec oraz mistrzostw Niemiec juniorów.

## Osiągnięcia

### Mistrzostwa świata
| Rok  | Miejsce   | Mono | Dwójki |
| ---- | --------- | ---- | ------ |
| 2020 | Altenberg | —    | 2.     |
| 2021 | Altenberg | 6.   | 2.     |

### Mistrzostwa Europy
| Rok  | Miejsce    | Lokata |
| ---- | ---------- | ------ |
| 2021 | Winterberg | 2.     |

### Mistrzostwa świata juniorów
| Rok  | Miejsce      | Lokata |
| ---- | ------------ | ------ |
| 2016 | Winterberg   | 2.     |
| 2017 | Winterberg   | 3.     |
| 2018 | Sankt Moritz | 3.     |
| 2019 | Königssee    | 3.     |
| 2020 | Winterberg   | 1.     |

### Puchar Świata
| Sezon     | Lokata |
| --------- | ------ |
| 2019/2020 | 16.    |
| 2020/2021 | 2.     |